# What a Girl Wants (Lied)

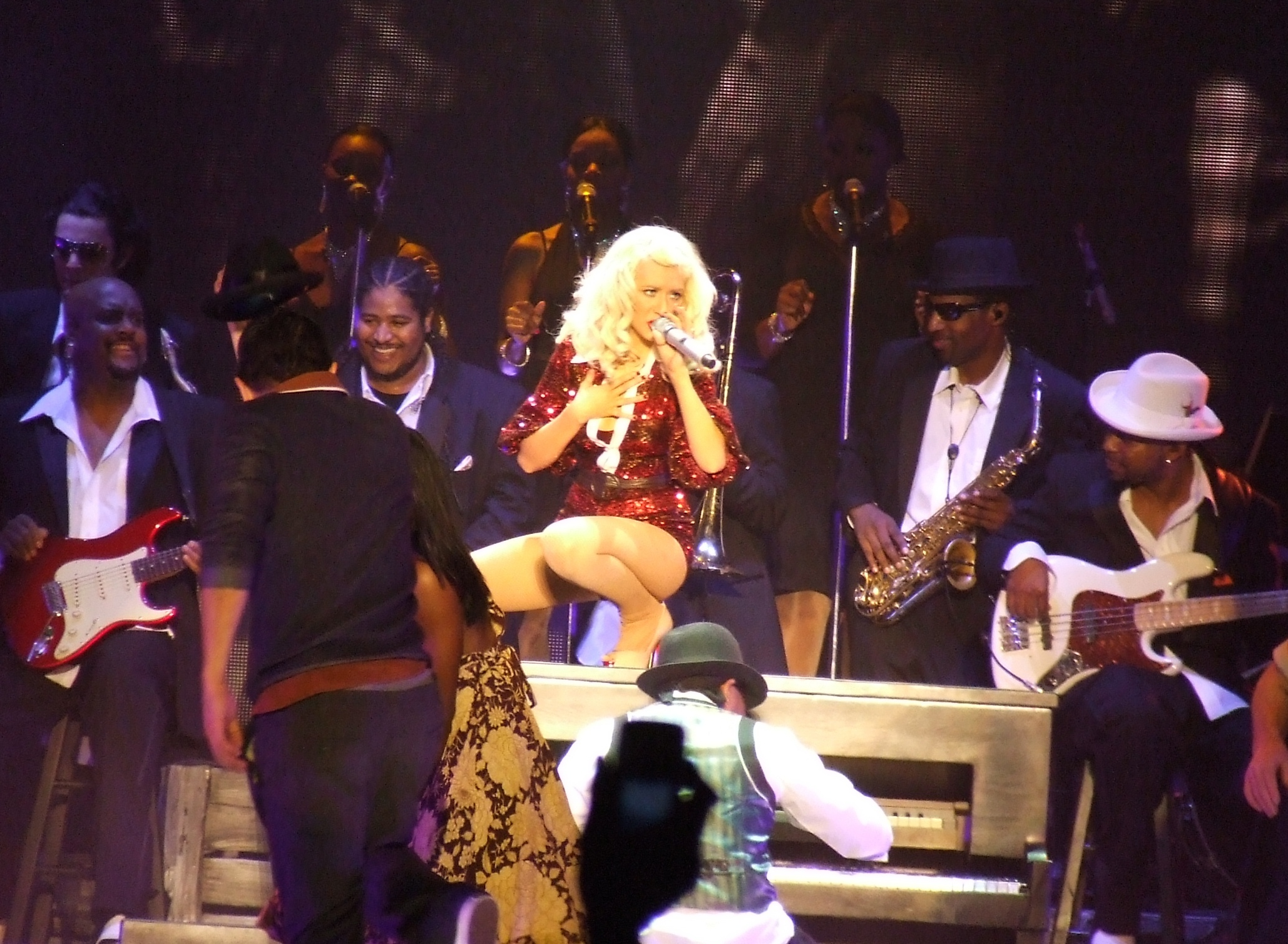
Christina Aguilera singt What Girl Wants

What a Girl Wants ist die zweite Singleauskopplung aus Christina Aguileras Debütalbum, Christina Aguilera. Das Stück wurde im November 1999 veröffentlicht, die Single erreichte am 15. Januar 2000 Platz 1 in den Billboard Hot 100, den es zwei Wochen hielt. Damit wurde What a Girl Wants nach Genie in a Bottle Aguileras zweiter Nummer-eins-Hit in den USA. In den Billboard Hot 100 wurde der Song der erste Nummer-eins-Hit des neuen Jahrtausends. Die Single erreichte Platz 3 in der britischen Hitparade und Platz 5 in Australien. What a Girl Wants bestätigte, dass Aguilera kein One-Hit-Wonder war. Die Single erhielt fünf Nominierungen bei den MTV Video Music Awards, in den Kategorien „Best Female Video“, „Best New Artist“, „Best Pop Video“, „Viewer’s Choice“ und „Best Choreography“. Außerdem hatte das Lied eine Grammy-Nominierung für „Best Female Pop Vocal Performance“ 2001.

## Live-Version
Aguilera sang What a Girl Wants seit 2002 regelmäßig bei ihren Konzerten und veröffentlichte verschiedene Live-Versionen des Songs. Die meisten Liveauftritte mit What a Girl Wants hatte sie während ihrer Stripped-Welttournee, Ende 2002, außerdem sang Aguilera What a Girl Wants auf ihrer Back to Basics-Welttournee 2006.

## Musikvideo
Die Regie zum Musikvideo führte Diane Martel, die bereits die Regie für Aguileras Hit Genie in a Bottle führte. Josh Duhamel ist Gast beim Musikvideo als Aguilera Liebespartner. Das Video beginnt mit Aguilera und ihren Freunden, die in einen virtuellen Raum gehen, in dem Aguilera für eine Jungengruppe tanzt. Das Musikvideo hat eine Pause in der Szene, in der Aguilera mit Badesachen auf dem Boden liegt, während eine Gruppe Tänzerinnen um Aguilera tanzen. Dann sieht man wieder die Originalszene, in der Aguilera für die Jungen tanzt. Das Video bekam bei TRL die sechs meisten Aufrufe und Zuschauer aller Zeiten. Das Video wurde Ende 1999 aufgenommen.

## Kommerzieller Erfolg

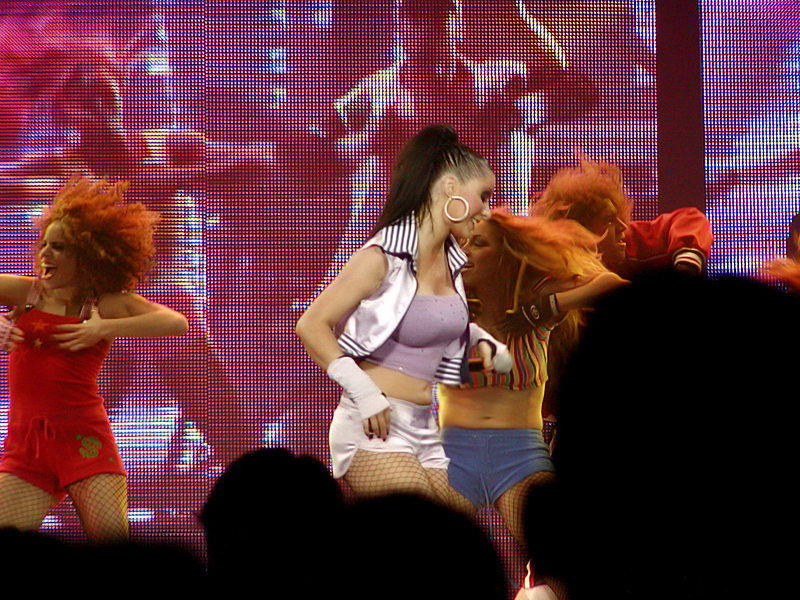
Christina Aguilera singt What a Girl Wants auf ihrer Stripped Tour

Obwohl What a Girl Wants nicht den ganz großen Erfolg der Debütsingle Genie in a Bottle wiederholen konnte, wurde die Single ein Hit. Der Song erreichte Platz 1 in den Billboard Hot 100 und Platz 1 der Verkaufscharts, somit wurde What a Girl Wants Aguileras zweiter Nummer-eins-Hit in den USA, zwei Wochen lang konnte sich der Song auf Platz 1 halten und wurde erster Nummer-1 Hit in den Billboard Hot 100 im neuen Jahrtausend. In den Hot 100 Airplay Charts erreichte der Song Platz 2. Die Single wurde in den USA mit Gold ausgezeichnet. International war der Song mit Platz 3 in den britischen Charts und dem fünften Platz in den kanadischen Charts erfolgreich.
Es wurde eine Maxi-CD-Single veröffentlicht zusammen mit dem Song Run, dadurch konnte sich die CD auf Platz 2 der Verkaufscharts platzieren.
In fast jedem Land erreichte die Single die Top-20 der Charts. In Neuseeland erreichte der Song auch Platz 1, wo er sich fünf Wochen lang halten konnte. Am 13. März 2000 besuchte Aguilera Neuseeland, weil ihre Single dort den ersten Platz erreicht hatte. Mit mehr als 7500 verkauften Einheiten wurde What a Girl Wants in Neuseeland sowie in Schweden mit Gold ausgezeichnet. Die Single erreichte Platz 19 der Jahrescharts in den USA und Platz 32 in Neuseeland.
Der Song ist auf dem Spiel „Karaoke Revolution“ enthalten.

### Chartplatzierungen
| ChartsChartplatzierungen       | Höchstplatzierung | Wochen |
| ------------------------------ | ----------------- | ------ |
| Deutschland (GfK)              | 18 (10 Wo.)       | 10     |
| Österreich (Ö3)                | 22 (8 Wo.)        | 8      |
| Schweiz (IFPI)                 | 17 (17 Wo.)       | 17     |
| Vereinigte Staaten (Billboard) | 1 (24 Wo.)        | 24     |
| Vereinigtes Königreich (OCC)   | 3 (19 Wo.)        | 19     |

| ChartsJahrescharts (2000)      | Platzierung |
| ------------------------------ | ----------- |
| Vereinigte Staaten (Billboard) | 19          |

### Auszeichnungen für Musikverkäufe
| Land/Region                  | Auszeichnungen für Musikverkäufe (Land/Region, Auszeichnung, Verkäufe) | Verkäufe  |
| ---------------------------- | ---------------------------------------------------------------------- | --------- |
| Australien (ARIA)            | Gold                                                                   | 35.000    |
| Belgien (BRMA)               | Gold                                                                   | 25.000    |
| Kanada (MC)                  | Gold                                                                   | 40.000    |
| Neuseeland (RMNZ)            | Gold                                                                   | 5.000     |
| Schweden (IFPI)              | Gold                                                                   | 15.000    |
| Vereinigte Staaten (RIAA)    | Platin                                                                 | 1.000.000 |
| Vereinigtes Königreich (BPI) | Silber                                                                 | 200.000   |
| Insgesamt                    | 1× Silber · 5× Gold · 1× Platin ·                                      | 1.320.000 |

Hauptartikel: Christina Aguilera/Auszeichnungen für Musikverkäufe

## Künstlerauszeichnungen
| Jahr | Show                   | Award                             | Resultat  |
| ---- | ---------------------- | --------------------------------- | --------- |
| 2000 | MTV Video Music Awards | Best Female Video                 | Nominiert |
| 2000 | MTV Video Music Awards | Best Pop Video                    | Nominiert |
| 2000 | MTV Video Music Awards | Best New Artist in a Video        | Nominiert |
| 2000 | MTV Video Music Awards | Viewer’s Choice                   | Nominiert |
| 2000 | MTV Video Music Awards | Best Choreography in a Video      | Nominiert |
| 2001 | Grammy Awards          | Best Female Pop Vocal Performance | Nominiert |